# Krigsspel (film)
Krigsspel (engelska: The War Game) är en brittisk dramadokumentär från 1966 i regi av Peter Watkins.
Trots att BBC beställt filmen beslutade de att den inte skulle sändas den 7 oktober 1965 som planerat, enligt generaldirektör Hugh Greene var den "för skräckinjagande för TV-mediet". Efter protester såldes distributionsrättigheterna till British Film Institute i mars 1966 och den släpptes på bio. Filmen visades på TV första gången den 31 juli 1985 då BBC2 visade en serie dokumentärer i samband med 40-årsminnet av bombningarna av Nagasaki och Hiroshima.
Filmen vann juryns specialpris vid filmfestivalen i Venedig och en Oscar för bästa dokumentär på Oscarsgalan 1967. I september 2014 hamnade Krigsspel på 37:e plats enligt kritikerna och 62:a enligt filmskaparna, på Sight & Sounds lista över de bästa dokumentärfilmerna genom tiderna.

## Handling
Filmen visar upprinnelsen till, och de följande veckornas efterdyningar vid en sovjetisk kärnvapenattack mot Storbritannien.

## Roller
| Michael Aspel | – commentary |
| Dick Graham   | – commentary |

## Bakgrund
Peter Watkins anställdes på BBC 1963 av Huw Wheldon som nyligen utsetts till chef över dokumentärproduktionen, och när Wheldon frågade honom vilka filmer han helst skulle göra var de två första svaren Krigsspel, om effekterna av en kärnvapenattack på Storbritannien, och Culloden, om det sista slaget som utkämpats på brittisk mark 1746. Medveten om att Krigsspel kunde bli kontroversiell, bad Wheldon honom att göra Culloden först, då den blev en stor framgång både bland kritiker och publik beslutades det att ge Watkins klartecken att göra Krigsspel. BBCs ledning var dock oenig om huruvida klartecknet för inspelningen innebar att filmen skulle visas och gav ingen garanti för att filmen skulle sändas på TV.

## Produktion
Krigsspel filmades i och omkring Rochester i Kent. Filmen spelades in på svartvit 16-millimetersfilm för att förstärka känslan av dokumentär och journalfilm.

## Mottagande
Roger Ebert gav filmen fyra av fyra stjärnor och föreslog att "De borde hänga upp lakan mellan träden och visa Krigsspel i varje offentlig park. Den borde visas på TV, kanske precis efter en av de där korkade krigsserierna där ingen av stjärnorna någonsin dödas." Kenneth Tynan skrev i The Observer att Krigsspel "kan vara den viktigaste filmen som någonsin gjorts".

### Originalcitat
1. ↑  "too horrific for the medium of broadcast."
2. ↑  "They should string up bedsheets between the trees and show "The War Game" in every public park. It should be shown on television, perhaps right after one of those half-witted war series in which none of the stars ever gets killed."
3. ↑  "It may be the most important film ever made"